# Sychnomerus
Sychnomerus är ett släkte av skalbaggar. Sychnomerus ingår i familjen långhorningar.
Kladogram enligt Catalogue of Life:
| Sychnomerus | \| \| Sychnomerus barbiger \| \| \| \| \| \| Sychnomerus hirticornis \| \| \| \| |
|             | \| \| Sychnomerus barbiger \| \| \| \| \| \| Sychnomerus hirticornis \| \| \| \| |
|             | Sychnomerus barbiger                                                             |
|             |                                                                                  |
|             | Sychnomerus hirticornis                                                          |
|             |                                                                                  |